# Eurytoma dubiella
Eurytoma dubiella är en stekelart som beskrevs av Girault 1915. Eurytoma dubiella ingår i släktet Eurytoma och familjen kragglanssteklar. Inga underarter finns listade i Catalogue of Life.